# Dolní Tříč
Dolní Tříč je místní část Jablonce nad Jizerou v okrese Semily ležící na východo-jihovýchodní straně kopce Na kamenci (688 m n. m). Zástavbou jsou převážně rodinné domky staršího i novějšího typu. Dříve byla tato část města součástí osady Tříč, jejíž druhou částí je dnes Horní Tříč náležící k Vysokému nad Jizerou. K Dolní Tříči se dnes přiřazuje oblast sahající až k lyžařským vlekům.
Dolní Tříč leží v katastrálním území Jablonec nad Jizerou o výměře 6,42 km2.

## Historie a etymologie názvu
Obec Tříč se poprvé připomíná roku 1634 jako Tržticza, Pržiwlak nebo Altdorf, české jméno se odvozuje etymologicky od názvu třtina pro rákos, protože obec ležela u pramene potoka. Podle situace potoka, vlévajícího se do řeky Jizery, by se označení dalo vztáhnout spíše na Dolní Tříč. Od 1.1. 1976 byla Tříč rozdělena na dvě obce: jihozápadní osada se jmenuje Horní Tříč a severovýchodní je Dolní Tříč.

## Pamětihodnosti
- Socha sv. Jan Nepomuckého při čp. 623